# Granger Hall
Granger Errol Hall (Newark, Nueva Jersey, 18 de junio de 1962) es un exjugador de baloncesto estadounidense que desarrolló la práctica totalidad de su carrera profesional en distintos clubes de la liga ACB española, competición de la que se convirtió histórico por partida triple tras romper las barreras de los 2.500 rebotes los 6.000 puntos y los 12.000 minutos, siendo a día de hoy el segundo jugador (tras Felipe Reyes) que más rebotes ha capturado en la historia de la liga con 4292 en total (9,91 por partido) y situándose como sexto máximo anotador con 8039 puntos (18,57 por choque).

## Estadísticas

### Liga ACB
| Año        | Equipo                | PJ  | MPP   | %T2   | %3P  | %TL   | RPP  | ROP  | APP  | ROB  | TPP  | PPP   |
| ---------- | --------------------- | --- | ----- | ----- | ---- | ----- | ---- | ---- | ---- | ---- | ---- | ----- |
| 1985-86 LR | Fórum Filatélico      | 23  | 37.2  | 62    | 0    | 72    | 11.3 | 3.7  | 0.3  | 1.6  | 1.2  | 22.7  |
| 1885-86 PO | Fórum Filatélico      | 3   | 34.0  | 60    | 0    | 70    | 9.0  | 2.3  | 0.0  | 2.0  | 1.0  | 26.0  |
| 1886-87 LR | Magia de Huesca       | 28  | 34.3  | 59    | 0    | 76    | 9.9  | 3.5  | 0.2  | 1.3  | 1.5  | 22.9  |
| 1986-87 PO | Magia de Huesca       | 2   | 38.5  | 71    | 100  | 30    | 11.5 | 2.0  | 0.5  | 2.0  | 1.0  | 27.0  |
| 1987-88 LR | Magia de Huesca       | 28  | 34.7  | 59    | 0    | 73    | 9.6  | 3.1  | 0.2  | 1.6  | 0.9  | 23.1  |
| 1987-88 PO | Magia de Huesca       | 2   | 35.5  | 59    | 0    | 71    | 10.0 | 3.0  | 0.0  | 0.5  | 1.5  | 27.5  |
| 1988-89 LR | Magia de Huesca       | 35  | 38.1  | 59    | 0    | 68    | 9.1  | 3.0  | 0.8  | 1.6  | 1.0  | 22.2  |
| 1988-89 PO | Magia de Huesca       | 5   | 39.4  | 52    | 0    | 64    | 8.8  | 3.4  | 0.8  | 2.0  | 0.6  | 19.3  |
| 1989-90 LR | Magia de Huesca       | 36  | 38.0  | 59    | 0    | 78    | 10.7 | 3.4  | 0.7  | 1.7  | 1.2  | 21.8  |
| 1989-90 PO | Magia de Huesca       | 4   | 31.2  | 49    | 0    | 61    | 8.0  | 1.7  | 1.0  | 0.7  | 0.5  | 14.5  |
| 1990-91 LR | Magia de Huesca       | 5   | 39.8  | 48    | 0    | 65    | 12.0 | 2.8  | 1.2  | 2.2  | 1.6  | 19.8  |
| 1990-91 PO | Magia de Huesca       | 4   | 31.7  | 77    | 0    | 74    | 13.5 | 4.7  | 1.5  | 2.2  | 0.5  | 25.0  |
| 1991-92 LR | Magia de Huesca       | 29  | 37.3  | 55    | 0    | 73    | 10.2 | 2.5  | 1.1  | 1.3  | 1.2  | 19.6  |
| 1991-92 PO | Magia de Huesca       | 3   | 23.6  | 67    | 0    | 83    | 7.6  | 2.3  | 1.0  | 2.0  | 0.3  | 13.6  |
| 1992-93 LR | TDK Manresa           | 31  | 35.2  | 60    | 0    | 66    | 10.3 | 2.4  | 1.0  | 1.2  | 0.8  | 17.5  |
| 1992-93 PO | TDK Manresa           | 3   | 39.3  | 48    | 0    | 93    | 10.6 | 1.6  | 0.6  | 1.3  | 1.3  | 13.3  |
| 1993-94 LR | TDK Manresa           | 28  | 36.5  | 56    | 100  | 77    | 10.4 | 3.3  | 1.3  | 1.4  | 0.9  | 17.7  |
| 1993-94 PO | TDK Manresa           | 6   | 38.0  | 50    | 0    | 63    | 11.1 | 3.7  | 2.8  | 0.1  | 0.3  | 15.6  |
| 1994-95 LR | Caja San Fernando     | 38  | 33.9  | 48    | 0    | 68    | 9.2  | 2.1  | 0.6  | 1.3  | 0.3  | 13.1  |
| 1995-96 LR | Baloncesto Salamanca  | 38  | 33.1  | 58    | 0    | 78    | 10.5 | 2.8  | 0.9  | 0.8  | 0.3  | 18.2  |
| 1996-97 LR | TDK Manresa           | 34  | 33.1  | 53    | 0    | 78    | 9.1  | 2.3  | 0.9  | 1.2  | 0.3  | 12.9  |
| 1996-97 PO | TDK Manresa           | 3   | 31.0  | 72    | 0    | 77    | 6.3  | 0.3  | 0.0  | 0.6  | 0.0  | 11.6  |
| 1997-98 LR | C.B. Ciudad de Huelva | 34  | 35.8  | 55    | 0    | 72    | 8.3  | 2.0  | 0.8  | 1.3  | 0.4  | 14.9  |
| 1997-98 PO | C.B. Ciudad de Huelva | 5   | 34.4  | 46    | 0    | 46    | 8.6  | 2.0  | 0.6  | 1.4  | 0.4  | 10.6  |
| Total      |                       | 427 | 35.15 | 57.58 | 8.33 | 69.83 | 9.82 | 2.66 | 0.78 | 1.39 | 0.79 | 18.77 |

## Trayectoria deportiva
- Temple University (1984-1985)
- CB Valladolid (1985-1986)
- Wildwood Aces (1986)
- Magia de Huesca (1986-1992)
- TDK Manresa (1992-1994)
- Caja San Fernando (1994-1995)
- Baloncesto Salamanca (1995-1996)
- TDK Manresa (1996-1997)
- C.B. Ciudad de Huelva (1997-1998)